# Alfa Romeo F20
L’Alfa Romeo F20 è stato un furgone prodotto dall'Alfa Romeo.
Presentato al Salone di Torino 1967 come prototipo e prodotto a partire dal 1969, nacque da un accordo di collaborazione tra l'Alfa Romeo e la Saviem stipulato nel 1967. Altri mezzi Alfa Romeo frutto del contratto furono gli autocarri A15, A19 e A38.
Il modello, con piano di carico scoperto (era disponibile anche in versione furgone, pianale cabinato e autotelaio scudato), aveva un peso totale a pieno carico di 4,3 t, un motore Diesel 4 cilindri di 3017 cm³ da 72 CV di potenza a 3200 giri/min; successivamente la cilindrata fu portata a 3319 cm³. L'F20 aveva una portata utile di 2000 kg.
A15, A38, A19 e A20 furono prodotti, a tutto il 1974, in circa 3.500 esemplari.